# Mas Farell
Mas Farell és una masia de Selvanera, al municipi de Torrefeta i Florejacs (Segarra), inclosa a l'Inventari del Patrimoni Arquitectònic de Catalunya.

## Descripció
Edifici de quatre façanes i tres plantes. Té un cos afegit que també fa funció d'habitatge. A la façana nord, hi ha una entrada amb arc rebaixat i porta de fusta de doble batent. Al pis següent hi ha una finestra.
A la façana Est, hi ha dues finestres a la planta baixa, a la segona planta a la part esquerra, hi ha dues finestres, a la part dreta hi ha un balcó interior amb barana de ferro. Al darrer pis hi ha una finestra a la dreta. La façana sud està pràcticament coberta per un edifici adjunt. A la façana Oest hi ha una terrassa a la segona planta, a la qual s'accedeix per dues entrades. Al darrer pis hi ha dues finestres.
La coberta és de dos vessants (Est-Oest), acabada amb teules.
Hi ha un cos adjunt que forma part de l'habitatge. A la façana sud, hi ha una entrada i a cada costat d'aquesta hi ha dues finestres amb llinda de pedra. Al pis següent hi ha una finestra a l'esquerra. A la façana Est hi ha una finestra. A la façana Oest hi ha una finestra. La coberta és de dos vessants (Est-Oest), acabada amb teules.
Hi ha un altre edifici adjunt a la façana oest, sembla de nova construcció. A la façana Est té dues finestres. A la façana Sud hi ha una entrada amb porta de fusta i una petita coberta a sobre. A la façana Nord hi ha una finestra. La coberta és d'un sol vessant, acabada en teules.
Hi ha diversos edificis nous de concepció ramadera i agrícola.
S'hi arriba per la carretera L-314 direcció Sanaüja, al km 5,5 s'agafa un trencall a l'esquerra, i es continua recte passat el Mas Formiga fins a arribar-hi.